# Glen Ridge (Florida)
Glen Ridge város az USA Florida államában, Palm Beach megyében. 

## Népesség
A település népességének változása: